# Agustín Farías
Carlos Agustín Farías Sarubo (Azul, 25 de diciembre de 1987) es un futbolista chileno que juega de mediocampista central y actualmente se desempeña en Universidad Católica de la Primera División de Chile.

## Trayectoria

### Azul Athletic
Farías es un futbolista surgido de la cantera de Azul Athletic, de su ciudad natal. Supo alcanzar buenos rendimientos en el Argentino C, por lo que Matías Almeyda (reconocido exjugador y entrenador de River Plate que nació en la misma ciudad) lo recomendó para llevarlo al algún club de Buenos Aires.

### Almagro
Arribó al Club Almagro en el 2008, donde se desempeñó hasta el 2012. Jugó en la Primera B Nacional donde jugó 26 partidos y convirtió 1 gol (a San Martín de San Juan) y en la B Metropolitana donde asistió a 50 partidos convirtiendo otros 2 goles con la camiseta del "Tricolor". En la temporada 2009-2010 no pudo contar con mucha continuidad ya que se vio afectado por una lesión que lo marginó con respecto a lo futbolístico. Jugó 13 partidos en esa temporada, pero para el siguiente campeonato Farías se había recompuesto donde apareció 34 partidos.

### Nueva Chicago
Para la temporada 2012-2013, el Club Atlético Nueva Chicago lo fichó para jugar en la Primera B Nacional y reforzar su plantel para mantener la categoría. Debutó con la camiseta "verdinegra" contra Gimnasia de Jujuy, partido que terminó empatado 1 a 1, ingresando por Julio César Serrano. Contra Instituto de Córdoba, en la fecha 11, marcó su primer gol con la camiseta de Nueva Chicago con un gran zapatazo desde afuera del área que contribuyó a la victoria de su equipo. 
Para la temporada 2013-2014, Nueva Chicago descendió a la tercera división del fútbol argentino. Sin embargo, el centrocampista se mantuvo en el club. Logró tener mucha continuidad, disputando 33 encuentros con 2 goles a lo largo de la temporada. Su equipo logró ascender nuevamente a la Primera B Nacional ganando el torneo.

### Banfield
El día 9 de julio de 2014 es confirmado oficialmente como nuevo refuerzo del Club Atlético Banfield para afrontar el torneo de Primera División de Argentina, en lo que significa un gran salto en su carrera ya que va a ser la primera experiencia del centrocampista en dicha categoría. El jugador fue especialmente pedido por el director técnico de la institución Matías Almeyda. En su primer semestre, el centrocampista fue una pieza de recambio poco usada por el técnico. Fue al banco de suplentes en casi todos los partidos, aunque solo jugó en 1 encuentro.

### Palestino
El 5 de enero de 2015 es confirmado como nuevo refuerzo de palestino de cara a la Copa Libertadores 2015 Y el torneo nacional, Debuta con el "Tino Tino" el 11 de enero en la derrota 1 a 0 ante Cobresal. Su primer partido internacional con los "Arabes" es el 5 de febrero ante Nacional en una histórica victoria contra "El bolso", Con Palestino esa temporada jugó: 19 partidos,11 por liga, 2 por copa y 6 en la Libertadores.
Luego de una exitosa temporada 2015/16 donde incluso llegaron a pelear el título clasificó con "Los Arabes" a la Copa Sudamericana 2017
En la temporada 2016/17 como jugador inamovible en el "Tino Tino" logra transformarse en el capitán y referente del plantel de la mano de Nicolás Cordova. En el campeonato nacional peleó por una clasificación a copas internacionales pero en la sudamericana palestino sorprendió y el equipo que capitaneaba Farías eliminó a al poderoso Flamengo, pero lamentablemente fueron eliminados en los cuartos de final por San Lorenzo cerrando así una inolvidable campaña para los "Tetracolores".
Pero el siguiente año no sería fácil una racha de derrotas en el torneo nacional hacen que sorpresivamente "El Tino" este peleando en el descenso, al final se salvan y Farías sería cedido al APOEL de Chipre por un año
En 2018, luego de volver del préstamo al APOEL  de Chipre, se consagra campeón de la Copa Chile.

## Estadísticas
| Azul Athletic Argentina      | 2006-08             | 44  | 7  | —  | — | —  | — | 44  | 7  |
| Azul Athletic Argentina      | Total               | 44  | 7  | 0  | 0 | 0  | 0 | 44  | 7  |
| Almagro Argentina            | 2008-09             | 26  | 1  | —  | — | —  | — | 26  | 1  |
| Almagro Argentina            | 2010-11             | 13  | 0  | —  | — | —  | — | 13  | 0  |
| Almagro Argentina            | 2011-12             | 34  | 2  | 3  | 0 | —  | — | 37  | 2  |
| Almagro Argentina            | Total               | 73  | 3  | 3  | 0 | 0  | 0 | 76  | 3  |
| Nueva Chicago Argentina      | 2012-13             | 29  | 1  | 1  | 0 | —  | — | 30  | 1  |
| Nueva Chicago Argentina      | 2013-14             | 32  | 2  | 1  | 0 | —  | — | 33  | 2  |
| Nueva Chicago Argentina      | Total               | 61  | 3  | 2  | 0 | 0  | 0 | 63  | 3  |
| Banfield Argentina           | 2014                | 1   | 0  | —  | — | —  | — | 1   | 0  |
| Banfield Argentina           | Total               | 1   | 0  | 0  | 0 | 0  | 0 | 1   | 0  |
| Palestino · Chile            | 2014-15             | 11  | 0  | 2  | 0 | 6  | 0 | 19  | 0  |
| Palestino · Chile            | 2015-16             | 32  | 1  | 3  | 0 | —  | — | 35  | 1  |
| Palestino · Chile            | 2016-17             | 27  | 1  | 3  | 0 | 8  | 0 | 38  | 1  |
| APOEL de Nicosia Chipre      | 2017-18             | 11  | 1  | 1  | 0 | 6  | 0 | 18  | 1  |
| APOEL de Nicosia Chipre      | Total               | 11  | 1  | 1  | 0 | 6  | 0 | 18  | 1  |
| Palestino · Chile            | 2018                | 12  | 1  | 4  | 0 | —  | — | 16  | 1  |
| Palestino · Chile            | 2019                | 19  | 0  | 1  | 0 | 12 | 0 | 32  | 0  |
| Palestino · Chile            | 2020                | 27  | 4  | —  | — | 4  | 2 | 31  | 6  |
| Palestino · Chile            | 2021                | 29  | 0  | 6  | 0 | 6  | 0 | 41  | 0  |
| Palestino · Chile            | 2022                | 22  | 3  | 1  | 1 | —  | — | 23  | 4  |
| Palestino · Chile            | 2023                | 27  | 2  | 3  | 0 | 6  | 2 | 36  | 4  |
| Palestino · Chile            | Total               | 206 | 12 | 23 | 1 | 42 | 4 | 271 | 17 |
| Universidad Católica · Chile | 2024                | 20  | 0  | 2  | 0 | 0  | 0 | 22  | 0  |
| Universidad Católica · Chile | 2025                | 7   | 0  | 3  | 0 | 1  | 0 | 11  | 0  |
| Universidad Católica · Chile | Total               | 27  | 0  | 5  | 0 | 1  | 0 | 33  | 0  |
| Total en su carrera          | Total en su carrera | 423 | 26 | 34 | 1 | 49 | 4 | 506 | 31 |
| 1. 2. 3.                     |                     |     |    |    |   |    |   |     |    |

## Palmarés
| Club          | Campeonato      | País      | Año         |
| ------------- | --------------- | --------- | ----------- |
| Nueva Chicago | B Metropolitana | Argentina | 2013 - 2014 |
| Palestino     | Copa Chile      | Chile     | 2018        |